# 고리치아도
고리치아도(이탈리아어: Provincia di Gorizia)은 이탈리아 프리울리베네치아줄리아주의 도이다. 도청 소재지는 고리치아이다. 면적은 466 km2, 인구는 136,477(2001)이다.

## 같이 보기
- 베네치아줄리아